# Eggendorf
Eggendorf es una localidad del distrito de Wiener Neustadt, en el estado de Baja Austria, Austria. Tiene una población estimada, a principios del año 2021, de 5052 habitantes.
Está ubicada al sureste del estado, a poca distancia de la frontera con el estado de Burgenland, y al sur de Viena y del río Danubio.